# Stig Arild Råket
Stig Arild Råket (Kristiansund, 6 aprile 1978) è un calciatore norvegese, attaccante del Rival.

## Carriera

### Club
Råket vestì le maglie di Kristiansund e Clausenengen, prima di passare al Molde. Debuttò nella Tippeligaen il 1º ottobre 2000, quando sostituì André Schei Lindbæk nel successo per 0-1 sul campo del Moss. Per le prime reti nella massima divisione norvegese, dovette attendere il 4 agosto 2002, quando fu autore di una doppietta nel successo per 2-0 sul Lyn Oslo.
Giocò poi nel Bodø/Glimt, per cui esordì il 17 aprile 2005, quando fu titolare nella sconfitta per 0-1 contro il Rosenborg. A fine stagione, il club retrocesse in Adeccoligaen, ma Råket rimase in squadra. Il 9 aprile 2006, siglò la prima rete in squadra, sancendo il successo per 1-0 sullo Sparta Sarpsborg.
Successivamente, militò ancora al Kristiansund e poi al Rival.